# Ntyam Mengue
Ntyam Ondo Suzanne Mengue Zomo là một luật sư người Cameroon đã được bầu vào Tòa án châu Phi Nhân quyền và nhân dân với nhiệm kỳ sáu năm vào năm 2016.

## Thời thơ ấu và giáo dục
Mengue được sinh ra ở Vallée-du-Ntem ở khu vực phía Nam của Cameroon vào năm 1954. Cha bà là một bộ trưởng tôn giáo. Bà tốt nghiệp Trường Quản trị và Thẩm quyền Quốc gia năm 1982.

## Sự nghiệp
Mengue làm phó công tố viên công cộng ở Sangmélima và Douala trong khoảng thời gian từ 1982 đến 1987. Năm 1990, bà trở thành Chủ tịch của Tòa án cấp sơ thẩm tại Yaoundé và sau đó vào năm 1992 lên Phó Chủ tịch Tòa phúc thẩm. Năm 1998, bà trở thành Tham tán của Tòa án Tối cao Cameroon. Năm 2001, bà là một trong sáu mươi bốn thẩm phán được đề cử làm thẩm phán thường trực của Toà án Hình sự Quốc tế cho Nam Tư cũ.
Mengue là Chủ tịch bộ phận hành chính của Tòa án tối cao từ năm 2010 đến 2015, và là Chủ tịch của Bộ phận Thương mại của Tòa án kể từ năm 2015. Bà là thành viên của Ủy ban nhân quyền và tự do quốc gia của Cameroon từ năm 2003, nơi bà đã đóng vai trò là báo cáo viên.
Mengue được bầu làm thẩm phán của Tòa án châu Phi về quyền con người và dân tộc trong nhiệm kỳ sáu năm vào tháng 7 năm 2016 tại hội nghị thượng đỉnh Liên minh châu Phi tại Kigali.

## Đời sống cá nhân
Mengue là một thành viên của Hiệp hội Nữ luật sư người Cameroon và Hiệp hội Phụ nữ Cơ đốc giáo ở Cameroon Nhà thờ Trưởng lão. Bà thông thạo tiếng Pháp và tiếng Anh.